# Vela Latina Canaria
La Vela Latina Canaria es un deporte náutico de botes que se desarrolla en Canarias, sobre todo en Gran Canaria y Lanzarote, consiste en regatas en modalidad de flota o de barco contra barco, según la competición de que se trate. Son propulsados por el viento, y los tripulantes son los encargados de dirigir el bote e intentar aprovechar al máximo la cinética. Existen diferentes trofeos como el Trofeo Isla de Gran Canaria, el Trofeo Federación o el Trofeo Caja de Canarias.

## Historia
Los botes de vela latina no son autóctonos de Canarias. Por el contrario, existen multitud de embarcaciones de vela latina en toda la costa del Mediterráneo, o en las islas macaronésicas (barcos artesanales balleneros en Azores o Madeira utilizaban el tipo de velas conocidas como latinas y similares construcciones en madera de sus cascos, sin llegar quizás a tener o desarrollar competiciones propias locales, pero todas con una influencia clara y muy anterior, de los pioneros en el uso de este tipo de embarcaciones y velas "latinas", los fenicios y distintas culturas originales del río Nilo, donde la obligación a navegar en espacios cortos con independencia de la dirección del viento hace que se desarrolle técnicas y tecnología para poder navegar contra el viento, nunca directamente, pero si en un ángulo aproximado de 45 grados). Algunas fuentes apuntan a que es en el río Nilo donde se fabrican las primeras embarcaciones de vela latina, y que desde allí los marineros y comerciantes se encargaron de difundir su uso por todo el Mediterráneo y en consecuencia en el Atlántico.
En el mundo occidental la vela latina comenzó a tomar protagonismo cuando aparecieron las necesidades de un buen rendimiento de la navegación a vela. En la navegación antigua del Mediterráneo no se utilizaban velas por el simple hecho de que era más fácil remar y no existía la necesidad de navegar a vela. Sin embargo, la navegación empezó a ajustarse con las posibilidades y las necesidades económicas de la época, era muy caro mantener una tripulación de esclavos que remasen. Es la vela, el medio de propulsión sustituto de los remos. Sin embargo la vela ya existía desde hacía siglos, al menos desde el III milenio a. C. Es a partir del siglo X cuando empiezan a ser comunes las representaciones de aparejos latinos en el Mediterráneo e incluso algunas fuentes documentan sus incursiones en el océano Índico y el océano Atlántico.
La vela latina fue protagonista en las expansiones de los siglos XIV, XV y XVI. Al ser Canarias uno de los primeros capítulos de esta colonización es lógico pensar que de ahí sea el origen de la tradición en Canarias.
Pero es bastante anterior, la primera referencia que habla de vela latina en Canarias. Es posible que en el siglo XIV ya existiera en Lanzarote un pequeño puesto comercial genovés y poco después empezaran las primeras incursiones en Canarias con pretensiones evangelizadoras. Esto es confirmado principalmente por las notas de la expedición de Jaume Ferrer en 1357. La mayoría de las representaciones de barcos arribando a Canarias en aquella época son de vela latina, pues era la mejor para llegar hasta el archipiélago, en comparación con las embarcaciones de vela cuadrada; se necesitaba una embarcación capaz de remontar desde África hasta Europa y la mejor era la de vela latina, que podía costear en ceñida la costa Africana para llegar a Canarias. 

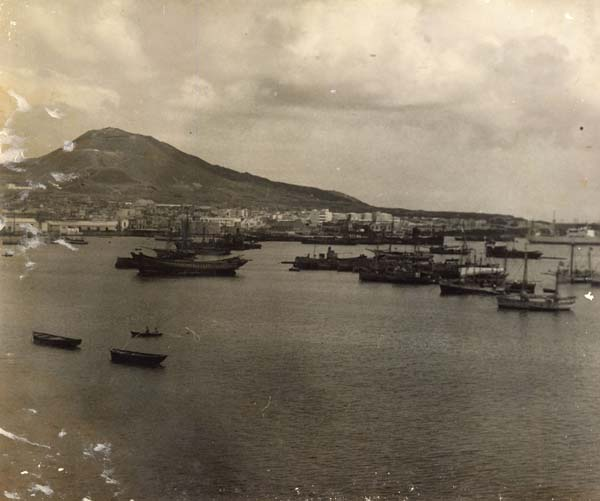
Puerto de la Luz en 1920, usual meta de regatas.

Durante el siglo XVI se mantuvo la tradición, pero a mediados del siglo XVII las velas latinas se veían cada vez más sustituidas por otros tipos de velas (foques, escandalosas, cangrejas, ajustadas con picos y botavaras...) Esto significó el retiro de las velas latinas a finales de siglo, quedando excluidas a pequeñas embarcaciones que navegan los litorales, de servicios, pesca o pequeño cabotaje, pues era muy útil en estas embarcaciones porque no necesitan jarcia firme para navegar y resulta mucho más fácil arbolar y desarbolar la embarcación cuando la faena lo exige.
En la ciudad de Las Palmas de Gran Canaria, el muelle de San Telmo no tenía las infraestructuras suficientes como para atracar y trasbordar pasajeros por eso en 1902 se construye un dique de 1 km de largo, y es durante esa época cuando se produce el punto de inflexión en el comercio de la capital, ya que existe la actividad denominada cambullón (del portugués cambulhão, que significa ‘conjunto de cosas, ristra’, ‘desorden, confusión’) que consistía en realizar pequeñas transacciones comerciales, principalmente por medio del trueque, entre los barcos atracados en el muelle y los pequeños comercios situados en tierra, siendo el cambullonero quien trasladaba dichas mercancías en pequeñas embarcaciones a vela. La competencia por llegar primero sería el antecesor de las regatas.
La primera referencia que se hace al "deporte" se publica en la prensa local, aunque no se diga nada de vela latina e incluso se dice que los paseos serán algunos a remo.

Desde el próximo domingo, de 4 a 6 de la tarde, y lo mismo en los sucesivos días festivos, estarán dispuestos los botes del turno para paseos marítimos a la vela o al remo, en el puerto, pudiendo embarcarse por un módico precio cuantas personas tengan afición a este deporte de esparcimiento.

La primera regata organizada fue probablemente en 1904 el 24 de julio con motivo de las fiestas patronales del barrio de San Cristóbal. La prensa anunciaba regata de botes de vela desde la puntilla hasta el Puerto de la Luz con regreso al Castillo de San Cristóbal. 
Durante la guerra civil se interrumpieron las regatas salvo alguna esporádica. Finalmente fueron terminantemente prohibidas tras aparecer unos ahogados de forma sospechosa: "En días de Guerra pegamos Minerva y Porteño. Íbamos en popa cuando vimos a la gente "sublevada". Serecho a nosotros había un saco flotando... Era un "gran bulto" que tenía un perro blanco y negro atado a la boca del saco. Dentro había un hombre. No lo tocamos. Llamamos a la "falúa del turno" (encargada de transportar pasaje, desde barcos surtos en la bahía, a tierra firme). La falúa sacó al muerto. A partir de entonces ya no hubo más regatas".
A partir de 1962 el campeonato de Vela Latina aglutina una afición inesperada, este es el mismo año en el que la sociedad de la Vela pasa a llamarse Club de Vela Latina Canaria.

### El aborigen canario
No se puede decir que la vela latina tenga su origen en ningún tipo de actividad aborigen ni deportiva ni pesquera ni de cualquier otro tipo. Esto no quiere decir que, como de costumbre se piensa, los aborígenes canarios vivieran de espaldas al mar.

También hacíanse en esta tierra barcos del árbol de Drago, que cavaban entero. Poníanle 'sajorra' y navegaban con remos, y velas de palma, alrededor de la costa de las islas".

Probablemente los aborígenes canarios no navegaran entre islas. La arqueología no ha encontrado aún nada que indique que pudiesen ir de unas islas a otras, hecho que da pie a la duda de saber si se conocieron los habitantes de las diferentes islas no. En cualquiera de los casos, los aborígenes canarios no están ni pueden estar relacionados con la Vela Latina Canaria.

## El bote

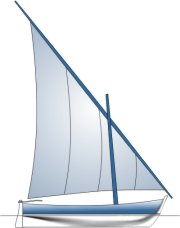
"Bote de Vela Canaria".

Un bote de Vela Latina Canaria es la réplica actual, mejorada, de aquellas embarcaciones destinadas al trabajo en faenas portuarias y de pesca. Hoy día se construyen con la única finalidad de competir deportivamente. El bote está dotado para navegar en cualquier rumbo excepto contra el viento. 
La mayoría de las embarcaciones representan a un barrio o sector de la ciudad y antes de permitirse el patrocinio y la publicidad en los botes y velas (con el consiguiente aporte económico) era mediante rifas y aportaciones populares con lo que se construían los botes. 
Existe un hermano del bote de vela latina, que compite en Lanzarote y se llama barquillo de vela latina, el cual guarda ciertas diferencias del bote de vela latina. 

### El casco
Está reglamentado el que sea obligatoria la construcción del casco del bote exclusivamente con madera y que el bote no deje de parecerse al modelo que exhibe la federación de Vela, el cual fue firmado por todos los representantes de los diferentes botes a mediados de los ochenta.
Lo acordado es que las medidas máximas sean: 
- Eslora: 6.55 metros. (se mide desde la boca estopa de proa hasta la de popa)
- Manga: 2.37 metros. (se mide por la zona interior en la parte más ancha del casco y de las cintas)
- Puntal: 1.35 metros. (es la altura media entre el puntal exterior de proa y el puntal exterior de popa)

### La vela
En el reglamento de la Vela Latina Canaria, en su versión de Gran Canaria, las reglas 15 y 17 definen al velero, con un apartado para la vela que dice lo siguiente:Mentado Gil, Juan Armando. Bote y barquillos de La Vela Latina Canaria "guía didáctica". «"Se ha de guardar la forma latina del triángulo, con una medida por el pujamen, no superior a la eslora del bote".»
Son varios puntos los imprescindibles cuando se trata de fabricar una Vela Latina Canaria. En primer lugar la elección del tejido es fundamental, y esta elección se basa en la durabilidad. Esta se logra utilizando tejidos gruesos y de poco estiramiento. Hablamos de materiales como el dacron o el terilene. Por otra parte no debemos olvidar el rendimiento que nos da la vela. Esto se consigue utilizando tejidos finos para poco viento y rígido para vientos medios y fuertes. Se permite utilizar tejidos como el mylar o el kevlar.
La definición de una vela es su curva, algo necesario para que la embarcación se desplace. Existen diferentes tipos de vela, por ejemplo existe la vela tipo Manuel Cabrera (Vela Plana), con paños rectos, La Vela de tipo Luis Martínez (con paños más estrechos en la baluma para evitar deformación ) con cortes de paños en disminución o la Vela tipo Quique Boissier (Con pinzas para conseguir la forma deseada ), lo que consigue la máxima profundidad en la zona deseada, algunas elaboradas con mylar y kevlar.
| Relación de Velas y su diseñador de 1990. | Relación de Velas y su diseñador de 1990. | Relación de Velas y su diseñador de 1990. |
| N.º Registro                              | Bote                                      | Diseñador de la vela                      |
| ----------------------------------------- | ----------------------------------------- | ----------------------------------------- |
| 1                                         | Porteño                                   | Santi Ceballos                            |
| 2                                         | Minerva                                   | Manuel Cabrera                            |
| 3                                         | Poeta Tomás Morales                       | Víctor Regalado y Juan A. Martín          |
| 4                                         | Perico                                    | Quique Boissier y Chano Ceballos          |
| 6                                         | Santa Catalina                            | Santi Ceballos                            |
| 15                                        | Belmont                                   | Santi Ceballos                            |
| 17                                        | Unión risco                               | Luis Martínez                             |
| 18                                        | Pepsi Arenales                            | Santi Ceballos                            |
| 19                                        | San Cristóbal                             | Quique Boisser y Tino de la Nuez          |
| 26                                        | Roque Nublo                               | Santi Ceballos                            |
| 29                                        | D.A. Aguadulce                            | Santi Ceballos                            |
| 30                                        | Universidad de Las Palmas                 | Santi Ceballos                            |
| 31                                        | Castillo                                  | Santi Ceballos y Domingo Santana          |
| 32                                        | Archipiélago 8                            | Quique Boisser y Juan Pérez               |

### Tripulación
El mínimo de tripulantes por embarcación es de 8 incluido el patrón, el máximo es de trece, pero normalmente suelen navegar diez u once. Es necesario coordinar al máximo los movimientos dentro del barco, es por ello que existen posiciones dentro del barco y que cada tripulante tiene una tarea específica. Las posiciones en el barco son las siguientes: Patrón, escotero, murero, contramurero, hombres del palo ( palo arriba- palo medio- palo abajo), al resonar, ir al retorno o cobrar, el tripulante de lastre, abrochar escota. Fuera de la embarcación hay un árbitro, un juez de regata y un cronometrador. Para navegar el barco hace falta que cada tripulante lleve a cabo su función en perfecta coordinación con los demás y para esto también hace falta comunicarse. Existe un vocabulario específico en la navegación de Vela Latina Canaria, con sus variantes en Lanzarote. 

## Competiciones
Los Trofeos más importantes de Gran Canaria son el Campeonato, el Trofeo Eliminatoria y la Copa Gran Canaria, los tres primeros clasificados de las anteriores competiciones realizan una única regata entre sí que se conoce como Trofeo Federación. En Lanzarote se desarrolla un torneo de liga así como diversas regatas de un día como la regata del "Día de Canarias" o la de "San Ginés".
Las regatas se navegan en ceñida, que significa llegar a las balizas de meta con bordadas en las que la proa del bote forme un ángulo de aproximadamente 45.º respecto a la dirección del viento (aproximadamente), describiendo una línea quebrada o en zigzag en su recorrido.

#### El campeonato
El campeonato es una competición "ligera" en la que compiten todos contra todos a una sola vuelta en la mayoría de las ediciones (esto se modificó en algunas ediciones en las que la presencia de equipos o botes mermó por distintas circunstancias; la económica y falta de ayudas institucionales las más destacadas en la merma de una competición reconocida como bien cultural protegido y reconocido dentro de la ley del deporte canario y bien cultural), aunque las regatas se hacen por parejas. El que llegue primero a la meta gana y obtiene tres puntos, el que llegue segundo se queda con un solo punto. En el caso inusual de empate, cada uno se lleva dos puntos. 
Existen otros apartados puntuativos para los botes retirados, no presentados en la salida o descalificados. Gana el título la embarcación que haya acumulado más puntos al finalizar la última regata de la competición. Como no prevalece el resultado individual de los dos o tres botes empatados a puntos con opción a título, o el supuesto empate entre 4.º y 5.º respectivamente, ha de celebrarse una última regata de desempate, una entre aspirantes o empatados entre 1.º y 3.º, en su caso, o entre 4.º y 5.º, en el suyo, o entre 1.º y 5.º si se diera el caso inédito en la actualidad. 
El trayecto es completamente libre desde la salida hasta la meta, excepto en La Copa de Canarias, en las que existen 3 boyas las cuales están situadas muy cerca de la costa y han de superarse pasando entre ellas y la costa con el fin de acercar y mostrar en toda su grandeza y dificultad las maniobras y el navegar de estos botes.
| Campeonato La Caja de Canarias (Palmarés de competiciones) | Campeonato La Caja de Canarias (Palmarés de competiciones) | Campeonato La Caja de Canarias (Palmarés de competiciones) | Campeonato La Caja de Canarias (Palmarés de competiciones) | Campeonato La Caja de Canarias (Palmarés de competiciones) | Campeonato La Caja de Canarias (Palmarés de competiciones) |
| Año                                                        | Vela                                                       | Serie                                                      | Año                                                        | Vela                                                       | Serie                                                      |
| ---------------------------------------------------------- | ---------------------------------------------------------- | ---------------------------------------------------------- | ---------------------------------------------------------- | ---------------------------------------------------------- | ---------------------------------------------------------- |
| 1962                                                       | Tomás Morales                                              | Serie A                                                    | 1962                                                       | Alcorde                                                    | Serie B                                                    |
| 1963                                                       | Porteño                                                    |                                                            | 1964                                                       | Porteño                                                    |                                                            |
| 1965                                                       | Muelle Grande                                              | Grupo I                                                    | 1965                                                       | Unión Pino                                                 | Grupo II                                                   |
| 1966                                                       | Muelle Grande                                              | Grupo I                                                    | 1966                                                       | Sta. Catalina                                              | Grupo II                                                   |
| 1967                                                       | Muelle Grande                                              | Grupo I                                                    | 1966                                                       | Portuarios                                                 | Grupo II                                                   |
| 1968                                                       | Portuarios                                                 | Grupo I                                                    | 1968                                                       | Molino de Viento                                           | Grupo II                                                   |
| 1960                                                       | Muelle Grande                                              | Grupo I                                                    | 1960                                                       | Alcaravaneras                                              | Grupo II                                                   |
| 1970                                                       | Portuarios                                                 | Grupo I                                                    | 1970                                                       | Minerva                                                    | Grupo II                                                   |
| 1971                                                       | Portuarios                                                 |                                                            | 1972                                                       | Alcaravaneras                                              |                                                            |
| 1973                                                       | Sta. Catalina                                              |                                                            | 1974                                                       | Minerva                                                    |                                                            |
| 1975                                                       | Minerva                                                    |                                                            | 1976                                                       | Minerva                                                    |                                                            |
| 1977                                                       | Unelco                                                     |                                                            | 1978                                                       | Porteño                                                    |                                                            |
| 1979                                                       | Condal                                                     |                                                            | 1980                                                       | Unelco                                                     |                                                            |
| 1981                                                       | Roque Nublo                                                |                                                            | 1982                                                       | Pueblo Guanche                                             |                                                            |
| 1983                                                       | Asticán                                                    |                                                            | 1984                                                       | Condal                                                     |                                                            |
| 1985                                                       | Astican                                                    |                                                            | 1986                                                       | Astican                                                    |                                                            |
| 1987                                                       | Tomás Morales                                              |                                                            | 1988                                                       | Unión San Cristóbal                                        |                                                            |
| 1989                                                       | Tomás Morales                                              |                                                            | 1990                                                       | Unión San Cristóbal                                        |                                                            |
| 1991                                                       | Porteño                                                    |                                                            | 1992                                                       | Porteño                                                    |                                                            |
| 1993                                                       | Porteño                                                    |                                                            | 1994                                                       | Porteño                                                    |                                                            |
| 1995                                                       | Sta. Catalina                                              |                                                            | 1996                                                       | Sta. Catalina                                              |                                                            |
| 1997                                                       | Tomás Morales                                              |                                                            | 1998                                                       | Unión San Cristóbal                                        |                                                            |
| 1999                                                       | Pueblo Guanche                                             |                                                            | 2000                                                       | Sestiba                                                    |                                                            |
| 2001                                                       | Sestiba                                                    |                                                            | 2002                                                       | Sestiba                                                    |                                                            |
| 2003                                                       | Pueblo Guanche                                             |                                                            | 2004                                                       | Pueblo Guanche                                             |                                                            |
| 2005                                                       | Pueblo Guanche                                             |                                                            | 2006                                                       | Pueblo Guanche                                             |                                                            |
| 2007                                                       | Pueblo Guanche                                             |                                                            | 2008                                                       | Puerto de La Luz                                           |                                                            |

Últimas temporadas
- Temporada 2021

Campeonato Provincial: Puerto de la luz
Torneo Eliminatorio: Pueblo Guanche
Copa isla de Gran Canaria: Poeta Tomás Morales
- Temporada 2020

Campeonato provincial: (vacante por pandemia)
Torneo Eliminatorio: Poeta Tomás Morales
Copa isla de Gran Canaria: Villa de Aguimes
- Temporada 2019

Campeonato Provincial: Poeta Tomás Morales
Torneo Eliminatorio: Villa de Aguimes
Copa isla de Gran Canaria: Poeta Tomás Morales
Trofeo Federación: Poeta Tomás Morales
- Temporada 2018

Campeonato provincial: Poeta
Tomás Morales
Torneo Eliminatorio: Poeta Tomás Morales
Copa isla de Gran Canaria: Poeta Tomás Morales
- Temporada 2017

Campeonato Provincial: Poeta Tomás Morales
Torneo Eliminatorio: Poeta Tomás Morales
Copa Isla de Gran Canaria: Poeta Tomás Morales
- Temporada 2016

Campeonato Provincial: Poeta Tomás Morales
Torneo Eliminatorio: Poeta Tomás Morales
Copa Isla de Gran Canaria: Poeta Tomás Morales
- Temporada 2015

Campeonato Provincial: Poeta Tomás Morales
Torneo Eliminatorio: Poeta Tomás Morales
Copa Isla de Gran Canaria: Poeta Tomás Morales
- Temporada 2014

Campeonato Provincial: Pueblo Guanche
Torneo Eliminatorio: Poeta Tomás Morales
Copa Isla de Gran Canaria: Poeta Tomás Morales
- Temporada 2013

Campeonato Provincial: Estibadores Portuarios
Torneo Eliminatorio: Roque Nublo
Copa Isla de Gran Canaria: Poeta Tomás Morales
- Temporada 2012

Campeonato Provincial: Portuarios
Torneo Eliminatorio: Portuarios
Copa Isla de Gran Canaria: Pueblo Guanche
Torneo Federación: Pueblo Guanche
- Temporada 2011

Campeonato Provincial: Villa de Agüimes
Torneo Eliminatorio: Pueblo Guanche
Copa Isla de Gran Canaria: Villa de Agüimes
Torneo Federación: Portuarios
- Temporada 2010

Campeonato Provincial: Pueblo Guanche
Torneo Eliminatorio: Villa de Agüimes
Copa Isla de Gran Canaria: Unión Risco
Torneo Federación: Villa de Agüimes
- Temporada 2009

Campeonato Provincial: Unión Risco
Torneo Eliminatorio: Puerto de la Luz
Copa Isla de Gran Canaria: Portuarios
Torneo Federación: Unión Risco
- Temporada 2008

Campeonato Provincial: Puerto de la Luz
Torneo Eliminatorio: Pueblo Guanche
Copa Isla de Gran Canaria: Pueblo Guanche
Torneo Federación: Pueblo Guanche

#### Torneo eliminatorio
El Torneo Eliminatorio se viene disputando desde 1963 y consiste en ir consiguiendo puesto en sucesivas regatas de clasificación y eliminación de los últimos 3 o 2 últimos clasificados en cada una de las fases eliminatorias, hasta la final. Como su nombre indica, no se basa en la regularidad ni suma de tiempos parciales, sino en ir consiguiendo un puesto que te permita pasar a la siguiente regata de forma sucesiva, de no ocupar los últimos puestos (2 o 3 últimos según que ronda de eliminatoria) hasta la regata final, una regata final que siempre estará compuesta por 3 contrincantes o aspirantes que saldrán por orden de un sorteo previo y con el objetivo de lograr el mejor tiempo cronometrado, no confundir con orden de llegada, ya que el que tomó la salida el último, podría llegar 2.º o 3.º y haber invertido menos tiempo en recorrer la distancia que sus rivales.
El trayecto en esta regata es escogido por los participantes, de la forma que consideren más conveniente entre un punto de salida y otro de llegada definido antes de su comienzo y normalmente común o compartido con cualquiera de las demás competiciones o regatas.

#### Copa Gran Canaria
Es la Competición que comprende las regatas en concurso, pruebas que cuentan con tres balizas de paso obligatorio (antiguamente cuatro) y la lucha entre todos los participantes, determinando la clasificación individual, el tiempo invertido por el bote más rápido y sucesivos y el bote que más tiempo empleó en llegar a la meta.
El sistema utilizado para la clasificación general es el mismo que se emplea en la vela ligera de las olimpiadas y otros campeonatos, aplicándose cero puntos al primero y hasta 20/25 puntos los últimos.

## El jurado
Existe un jurado que decide, entre otras cosas, la celebración o aplazamiento de las regatas, así como la orden de partida y finalización de las mismas. La complejidad de las maniobras así como la estructura de los botes y las velas hacen que las regatas tengan que ser cronometradas con cronómetros de alta precisión, dada la imposibilidad de que los botes salgan al mismo tiempo El jurado está compuesto por tres personas en las funciones de cronometrador, juez y árbitro.

## Afición
Es en la isla de Gran Canaria donde mayor devoción se muestra por la Vela Latina Canaria, la asistencia de aficionados a las regatas de botes es muy significativa. Suelen acudir a las pegas entre 8000 y 15000 personas, dependiendo de la importancia de la prueba. Además, es importante manifestar que implica una afición de barrios, que se identifican históricamente con los colores de los botes. En los días que se compite, la avenida marítima de Las Palmas de Gran Canaria, se llena de aficionados que observan el avance de sus botes con prismáticos, en muchas ocasiones ocupando el carril derecho de la Avenida Marítima desde donde se sigue la evolución de los mismos. Estos últimos años el Ayuntamiento de Las Palmas de Gran Canaria colabora, autoriza y regula el aparcamiento de los vehículos durante la hora que dura la regata.

## Difusión
La Vela Latina Canaria aparece semanalmente en los medios de comunicación, principalmente escritos, que hacen un seguimiento de la jornada y de la competición. Semanalmente en la temporada 2020, el programa A Toda Vela es emitido por el canal Teledeporte de RTVE.